# Ленкевич, Влодзимеж
Влодзимеж Ремигиуш Ленкевича-Ипогорский герба Котвич (пол. Włodzimierz Remigiusz Lenkiewicz-Ipohorski; 1878, стр. Телешница Ошварова — до 1966, Лондон) — польский историк, педагог, правительственный комиссар (1920—1926) и бургомистр (1929—1934) Тернополь, почётный гражданин Тернополя.

## Биография
Родился в 1878 году в Телешнице Ошваровой (Лесковского повята, Королевство Галиции и Лодомерии, Австро-Венгерская империя, ныне Бещадского уезда Подкарпатского воеводства Польши). Имел брата Адама (1888—1941) и сестру Марию (1888—1948).
Во время четвертого года обучения на Философском факультете Львовского университета в 1899 году получил стипендию фонда Барчевского. Закончил обучение с учёной степенью доктора философии. Был обычным членом Исторического общества во Львове и Уездного школьного совета.
Стал учителем истории и географии. В марте 1902 года из заместителя учителя именуемый учителем средних школ переведен из Пятой львовской гимназии в гимназию в Тарнуве. На протяжении 1911—1931 гг. был директором Второй тернопольской гимназии им. Юлиуша Словацкого.

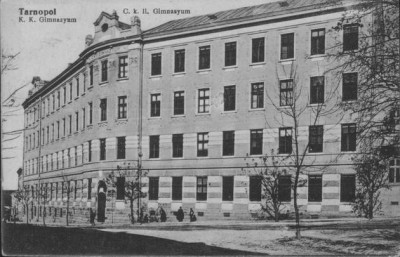
Дом бывшей Второй тернопольской гимназии им. Юлиуша Словацкого

Во время Первой мировой войны основал в Тернополе польское Общество, позже во время польско-украинской войны был интернирован украинцами (1919).
С 1920 до января 1926 года был правительственным комиссаром г. Тернополь. Тогда городской совет присвоил ему звание почётного гражданина Тернополя. С 1921 до 1927 г. — председатель футбольного клуба «Кресы». В 1929—1934 гг. — бургомистр Тернополя. Будучи на посту директора Второй тернопольской гимназии, 5 декабря 1929 года взял отпуск для выполнения правительства бургомистра, а 30 ноября 1931 года на собственной просьбе переведен в состояние покоя. В марте 1933 года стал заместителем председателя комитета в деле строительства памятника Юзефу Пилсудскому в Тернополе. В 1930-х годах был владельцем автомобиля, что на то время еще было довольно редким явлением в Тернополе.
Был женат, имел двух детей (1900 и 1903 г.р.) Умер до 1966 года в Лондоне.

## Награды
- Крест Независимости[5]
- Офицерский крест Орден Возрождения Польши (2 мая 1924 года)[5][17]
- Юбилейный крест для правительственных чиновников и гражданских служащих (Австро-Венгрия)[9]
- Почётный гражданин Тернополя (1926)

## Публикации
- «Udział Rosji w pokoju karłowickim 1699»(1901)[18],
- «Wychowanie estetyczne młodzieży» (1912).